# Dida Ibsens Geschichte
Dida Ibsens Geschichte ist ein deutscher Stummfilm aus dem Jahr 1918 von Richard Oswald nach der gleichnamigen Romanvorlage von Margarete Böhme.

## Handlung
Die noch sehr junge Dida Ibsen hat auf dem Weg zu ihrem persönlichen Glück jede Menge Hindernisse zu überwinden. Ihre Eltern erwarten von ihr, einen Mann zu heiraten, den sie nicht im mindesten liebt. Daraufhin entflieht sie dieser Zwangslage mit demjenigen Mann, der ihr etwas bedeutet: Erik Norrensen. Doch auch diese Konstellation ist voller Probleme, ist dieser doch noch immer verheiratet. Und dessen Frau ist überhaupt nicht bereit, sich scheiden zu lassen. 
Dida droht das gesellschaftliche Abseits, denn sie erwartet von ihrem Liebhaber ein Kind. Damit das Baby nicht unehelich auf die Welt kommt, heiratet sie notgedrungen den unverheirateten Indienreisenden Philipp Galen. Doch dieser ist von einer hartnäckigen Tropenkrankheit befallen und drangsaliert Dida, wo er nur kann. Dennoch pflegt sie den sadistischen Maladen auf seinem Krankenbett, und in einem Moment geistiger Klarheit bittet er sie, sich von ihm zu trennen. Dida kehrt daraufhin zum Vater ihres Kindes, Erik, zurück, aber auch der wird schließlich unheilbar krank und nimmt sich mit einem Schuss das Leben. Derart schwer geprüft, entschließt sich Dida Ibsen zur Rückkehr in den Schoß der Familie. Auch dort ist inzwischen Einsicht eingekehrt, und die Eltern versuchen, die an Dida begangenen Fehler wieder gutzumachen.

## Produktionsnotizen
Gedreht wurde der Film, der bisweilen auch in voller Länge Dida Ibsens Geschichte. Ein Finale zum ‚Tagebuch einer Verlorenen‘ genannt und zu Oswalds Regiezyklus seiner Sitten- und Aufklärungsfilme gerechnet wird, in der Spätphase des Ersten Weltkriegs. Bei der Zensurvorlage im September 1918 wurde er für die Dauer des Krieges verboten, jedoch unmittelbar nach Kriegsende im November 1918 unter der Auflage, bestimmte Kürzungen vorzunehmen, freigegeben. 
Die Uraufführung des heute nur noch fragmentarisch erhaltenen Stummfilms erfolgte im Berliner Marmorhaus am 12. Dezember 1918. Es wurde ein Jugendverbot erteilt.
Die Filmbauten stammen von August Rinaldi.

## Einordnung
Die Neue Kino-Rundschau lobte die Produktion als einen „vom ersten bis zum letzten Bilde spannender Film“.
„Oswalds brillantes Sadomelodram von 1918 profitierte von der sogenannten zensurlosen Zeit. Eine Mätresse verläßt den ätherischen Herrn, der sie aushält, und verfällt einem Sadisten, der sie peitscht. Gespielt wird dieses Dreipersonenstück von Anita Berber, der skandalösen Nackttänzerin jener Zeit, von Conrad Veidt und von Werner Krauß, mithin von denen, die als Oswald-Ensemble berühmt wurden. (…) DIDA IBSENS GESCHICHTE ist ein Schauspielerfilm, gespielt von Schauspielern, die sich mit dem größten Vergnügen von Oswald führen ließen. Oswalds Kunst der Schauspielerführung wurde offenbar. Die Kamera guckt in einen Bühnenkasten, das Interesse konzentriert sich auf das Spiel der Komödianten, der Plot und mit ihm die Moral der Geschichte tritt in die Kulissen. Nicht die »erotischen Abwegigkeiten«, die die zeitgenössische Kritik konstatierte, sondern die komödiantische Leichtigkeit, mit der sie zur Schau gestellt wurde, machte den Film zum Skandal (und zum Publikumserfolg). (…) Die Wirkung von DIDA IBSENS GESCHICHTE läßt sich ermessen, wenn man studiert, mit welcher Empörung, aber auch mit welcher Intensität beamtete Zeitgenossen auf den Aufklärungsfilmer Oswald reagiert haben. Die Zeitung »Der Tag« (17. Januar 1920) öffnete ihre Spalten für Polizeiarzt a. D. Dr. med. Drews (Berlin), Mitglied des Beirats zur Bekämpfung der Geschlechtskrankheiten im Wohlfahrtsministerium, der 1917 zusammen mit Abgeordneten der Reichs- und Landesparlamente, mit Regierungsvertretern und mit Beamten des Reichsgesundheits- und des Reichsversicherungsamts zur Premiere von ES WERDE LICHT! geladen war und einen »Animierfilm« sowie blankes »Sexualpharisäertum« vorfand.“
Paimann’s Filmlisten resümierte: „Stoff, Photos und Szenerie sehr gut. Spiel ausgezeichnet.“